# Live at Yoshi’s Nitespot
Live at Yoshi’s Nitespot — концертный альбом британо-американской джазовой пианистки Мэриэн Макпартлэнд, записанный 11 и 12 ноября 1995 года в клубе Yoshi’s Nitespot в Окленд, Калифорния в составе трио с басистом Биллом Дугласом и барабанщиком Гленном Дэвисом. Релиз состоялся в 1996 году.

## Отзывы критиков
| Оценки критиков                   | Оценки критиков |
| Источник                          | Оценка          |
| --------------------------------- | --------------- |
| AllMusic                          | [ 2 ]           |
| The Encyclopedia of Popular Music | [ 3 ]           |
| The Penguin Guide to Jazz         | [ 4 ]           |

Кен Драйден из AllMusic отметил эксперименты и неповторимую манеру игры Макпартлэнд, а также, что этот концертный диск — важный документ в её карьере, и без него не должна обходиться ни одна джазовая библиотека.

## Список композиций
1. «Like Someone in Love» (Джонни Бёрк, Джимми Ван Хьюзен) — 4:41
2. «In A Sentimental Mood» (Дюк Эллингтон, Мэнни Курц, Ирвинг Миллс) — 5:37
3. «Pretty Women» (Стивен Сондхайм) — 4:12
4. «Chasing Shadows» (Бенни Дэвис, Оливер Сильвер) — 5:01
5. «Come Rain or Come Shine» (Гарольд Арлен, Джонни Мерсер) — 4:29
6. «Straight, No Chaser» (Телониус Монк) — 4:51
7. «Silent Pool» (Мэриэн Макпартлэнд) — 5:35
8. «Steeplechase» (Чарли Паркер) — 6:04
9. «Pensativa» (Клэр Фишер) — 4:48
10. «Bemsha Swing» (Дензил Бест, Телониус Монк) — 6:11
11. «Warm Valley» (Дюк Эллингтон) — 4:33
12. «If I should Lose You» (Ральф Рейнджер, Лео Робин) — 5:37
13. «Turn Around» (Орнетт Коулман) — 6:14

## Участники записи
- Мэриэн Макпартлэнд — фортепиано
- Билл Дуглас — басс
- Глен Дэвис — ударные

Все данные взяты из примечаний к альбому.